# Lee Dong-gook
Lee Dong-gook (* 29. April 1979 in Pohang) ist ein ehemaliger südkoreanischer Fußballspieler, der zuletzt als Stürmer für den südkoreanischen Klub Jeonbuk Hyundai Motors spielte.
Seit seiner Jugend spielte Lee in seiner Heimatstadt Pohang. Beim örtlichen Klub Pohang Steelers begann er auch seine Karriere als Profi 1998. Mit 19 Jahren gehörte er zum Kader der südkoreanischen Nationalmannschaft bei der Fußball-Weltmeisterschaft 1998 in Frankreich. Beim Weltturnier machte er jedoch nur einen einzigen Einsatz: Bei der Vorrundenniederlage gegen die Niederlande (0:5) wurde er in der 77. Minute beim Stand von 0:3 eingewechselt. Auch er konnte das Ausscheiden seines Landes in der Gruppenphase nicht verhindern. Doch Lee ließ sich von diesem Rückschlag nicht zurückwerfen und war schließlich auch bei der Asienmeisterschaft 2000 dabei. Nach starken Leistungen beim Turnier wurde unter anderem der Bundesligist Werder Bremen auf ihn aufmerksam, der ein Leihgeschäft mit Pohang arrangierte. Doch in dem Jahr, das er in Bremen spielte, konnte er (auch aufgrund von Verletzungen) nicht überzeugen und kehrte nach Pohang zurück.
Zur Fußball-Weltmeisterschaft 2002 in seinem Heimatland wurde Lee überraschend nicht von Nationaltrainer Guus Hiddink nominiert. Als Gründe gab der Niederländer an, dass er Lees Spielweise nicht bevorzuge und warf ihm vor, dass er sich zu wenig bewegen und ins Spiel einbringen würde. Nach der WM wurde er für den nationalen Dienst eingezogen und spielte zwei Jahre lang für das Militärteam Gwangju Sangmu Phoenix. 2004 kehrte er zu seinem Stammklub Pohang zurück und avancierte dort zu einem Leistungsträger. Er galt bereits als fester Kandidat für die Weltmeisterschaft 2006, zog sich jedoch kurz vor dem Turnier einen Kreuzbandriss zu und musste somit ersetzt werden. Später in diesem Jahr gab er sein Comeback beim Spiel gegen Ulsan Hyundai Horang-i. Im Januar 2007 verpflichtete ihn der englische Erstligist FC Middlesbrough. Sein Debüt in der Premier League feierte er am 24. Februar 2007 gegen den FC Reading. Bis zum Ende der Spielzeit 2007/08 kam er insgesamt zu 23 Spielen, wozu jedoch 15 Einwechslungen zählten. In den Meisterschaftsspielen blieb er vollständig ohne Torerfolg und verließ England im Sommer 2008 in Richtung Südkorea. Nach einem kurzen Aufenthalt bei Seongnam Ilhwa Chunma wechselte er 2009 zu Jeonbuk Hyundai Motors, für die er über 300 Spiele absolvierte, acht Meisterschaften und die AFC Champions League gewann. Er beendete 2020 hier seine Karriere.

## Erfolge
Jeonbuk Hyundai Motors
Meister: 2009, 2011, 2014, 2015, 2017, 2018, 2019, 2020
Vizemeister: 2012, 2016
- Korean FA Cup: 2020
- AFC Champions League: 2016

## Auszeichnungen
AFC Champions League
- Torschützenkönig: 2011

K League 1
- Torschützenkönig: 2009